# ریچل ترو
ریچل ترو (انگلیسی: Rachel True؛ زادهٔ ۱۵ نوامبر ۱۹۶۶) یک بازیگر سینما، و هنرپیشه اهل ایالات متحده آمریکا است. وی از سال ۱۹۹۱ میلادی تاکنون مشغول فعالیت بوده‌است.
از فیلم‌های معروف او می‌توان به بازی در فیلم بهترین دوست جدید اشاره کرد.